# Ullrich Meßmer
Ullrich Meßmer (* 18. Juni 1954 in Witzenhausen) ist ein deutscher Politiker (SPD) und Gewerkschafter. Er war seit 2009 Mitglied des Deutschen Bundestages für den Wahlkreis Waldeck (Nordhessen). Bei der Bundestagswahl 2013 verlor er sein Direktmandat an den CDU-Politiker Thomas Viesehon und schied im Oktober 2013 aus dem Bundestag aus. 

## Berufliche Karriere
Nach dem Erwerb der Mittleren Reife im Jahr 1970 absolvierte Meßmer in Kassel eine Ausbildung zum Mess- und Regelmechaniker und arbeitete bis 1978 in diesem Beruf. Im Jahr 1979 wurde er Jugendsekretär der IG Metall in Kassel. Ab 1981 war er Organisationssekretär, im Jahr 1987 wurde er zum Zweiten Bevollmächtigten gewählt. Seit 1999 gehört er dem Vorstand der IG Metall an, im Jahr 2000 wurde er Erster Bevollmächtigter der IG Metall Nordhessen.

## Politische Laufbahn
Meßmer ist seit dem Jahr 1972 Mitglied der SPD. Seit 1986 ist er im Vorstand des SPD-Ortsvereins Calden. Seit 1989 ist er Gemeindevertreter in Calden und Kreistagsabgeordneter im Landkreis Kassel. 
Bei der Bundestagswahl 2009 gewann er das Direktmandat im Wahlkreis Waldeck mit 37,8 % der Erststimmen. Im Bundestag war er ordentliches Mitglied des Verteidigungsausschusses und des Ausschusses für Menschenrechte und humanitäre Hilfe, sowie stellvertretendes Mitglied des Ausschusses für Gesundheit und des Unterausschusses „Abrüstung, Rüstungskontrolle und Nichtverbreitung“.
Bei der Bundestagswahl 2013 verlor Meßmer den Wahlkreis mit 227 Stimmen Unterschied knapp an Thomas Viesehon und zog auch über die Landesliste (Platz 21) nicht wieder in den Bundestag ein. Er schied mit dem Zusammentritt des 18. Bundestages am 22. Oktober 2013 aus dem Parlament aus. Meßmer arbeitet künftig als Gewerkschaftssekretär der nordhessischen IG Metall.